# Ischyja squalida
Ischyja squalida är en fjärilsart som beskrevs av Fabricius 1787. Ischyja squalida ingår i släktet Ischyja och familjen nattflyn. Inga underarter finns listade i Catalogue of Life.